# Dans & Lær
Dans & Lær ist eine Musikgruppe aus Kopenhagen aus dem Bereich der elektronischen Musik. Sie besteht aus Bjarke Søballe Andersen, Lars Meiling, Andreas Halberg, Frederik Schumann und Rasmus Jusjong.

## Einordnung
Dans & Lær haben sich mit ihrer unverwechselbaren Verbindung alter Tonbandaufnahmen von Vogelstimmen und elektronischer Musik in den vergangenen Jahren einen Namen als eine der originellsten Bands der dänischen Musikszene gemacht.

## Geschichte
Der Frontmann der Band, Bjarke Søballe Andersen, erhielt im Alter von 10 Jahren von seinen Eltern die Tonbandaufnahmen des Ornithologen Ole Geertz-Hansen. Die Band machte es sich ab 2010 zur Aufgabe, den Dänen die Vogelstimmen durch neukomponierte Musik näherzubringen. Daraus ergab sich das Album Havens fugle (Gartenvögel). Später kamen weitere Alben hinzu.

## Diskografie
Alben
- Havens fulge
- Flere Fugle
- New Zealand
- Skade
- Fra fugl til fugl (2018)